# فرانشيسكا أنيس
فرانشيسكا أنيس (بالإنجليزية: Francesca Annis)‏ هي ممثلة بريطانية، ولدت في 14 مايو 1945 في المملكة المتحدة.

## أعمال

### أفلام
- (1963) كليوباترا[5][6][7]
- (1964) القتل شنيع
- (1984) كثيب
- (2004) الخليع

## وصلات خارجية
- فرانشيسكا أنيس على موقع IMDb (الإنجليزية)
- فرانشيسكا أنيس على موقع ألو سيني (الفرنسية)
- فرانشيسكا أنيس على موقع ميوزك برينز (الإنجليزية)
- فرانشيسكا أنيس على موقع أول موفي (الإنجليزية)
- فرانشيسكا أنيس على موقع قاعدة بيانات برودواي على الإنترنت (الإنجليزية)
- فرانشيسكا أنيس على موقع قاعدة بيانات الأفلام السويدية (السويدية)
- فرانشيسكا أنيس على موقع إن إن دي بي (الإنجليزية)
- فرانشيسكا أنيس على موقع ديسكوغز (الإنجليزية)
- فرانشيسكا أنيس على موقع قاعدة بيانات الفيلم (الإنجليزية)
- فرانشيسكا أنيس على موقع كينوبويسك (الروسية)